# 팩맨과 유령의 모험
《팩맨과 유령의 모험》(영어: Pac Man and the Ghostly Adventures 일본어: パックワールド)는 미국의 애니메이션 시리즈이다.

## 줄거리
수십 년 전, 스페로스의 동생 비트레이어스는 강력한 군대를 이끌고 팩월드를 점령하려 든다. 그 전쟁으로 수많은 생명이 희생됐는데, 노란색 존재 중 유일한 생존자인 팩이 팩월드를 구하는 이야기.

## 등장 인물
- 팩맨/팩스터/팩

성우 - 에린 매튜스/테라사키 유카/심규혁
본 작의 주인공. 작중 유령을 먹을 수 있는 유일한 존재다. 유령의 천적인 팩맨들의 유일한 후손이다. 파워열매를 먹으며 자신의 능력을 쓸 수 있다.
파워열매의해 변신 한 모습
- 아이스 팩

아이스 브레스로 유
령들을 얼릴 수 있다. 대기권 돌입도 가능. 작중에서 변신하는 횟수가 가장 많다. 열매의 맛은 팩켄슈타인 박사 가라사대 “쿨 민트”
- 팩질라

거대화 할 수 있다. 이 파워 열매는 보통 크기보다 상당히 크다. 이름은 "팩"+ "지라 (거대 괴수)」보다.
- 메탈 팩

자석 파워에서 귀신을 함께 먹을 수있다. 전자파를 발산한다. 수중에서 사용하면 자력으로 움직이지 못하고 녹슬어 버린다.
- 풍선 팩

풍선처럼 크게 팽창할 수 있다. 방귀 방출에 의해 몸이 원래 크기로 돌아간다. 팩은 소형 열매라고 착각하고 먹어 버렸다.
- 카멜레온 팩

카멜레온의 힘으로 혀를 뻗어 멀리있는 귀신을 먹을 수 있다. 주변 경관에 녹아 것도 가능하다. 팩큐라 백작의 눈을 피하기 위해 눈가리개로 머리 카멜레온 고글이 이용되었다.
- 파이어 팩

화염의 힘으로 파이어 볼을 던지거나 불을 토하기도하고 공격한다.
- 스핀 팩

하체가 팽이처럼되어 회전하면서 빠르게 이동할 수 있다. 하늘을 나는 것도 가능하다.
- 스톤 팩

거대한 바위가 되
어서 굴러 공격 할 수 있다.
- 플래닛 팩

거대한 행성이된다. 다른 열매와는 달리 시간 경과가 아닌 스몰 열매를 사용하면 원래로 돌아감.
- 스몰 팩

스몰 열매를 먹으면 몸이 작아진다. 팩이 플래닛 팩, 늑대 풋되었을 때 먹으면 원래대로 돌아가는 효과가 있다. 마성의 틀니를 팩의 입에서 멀리하게 때에도 사용되었다.
- 마법사 팩

컴퍼런스가 발명한 열매,먹으면 마법사가 되어 마법을 처리할 수 있다.
- 팩콩

열매 팩카사우루스가 살던 원시 시대부터 존재하고있다. 먹으면 거대한 고릴라로 변신, 공룡 등 거대한 적과 싸울 수있다. 힘센에서 강력한 펀치가 무기. 팩의 몸을 악당 팩켄슈타인 박사가 사용하고 변신했을 때는 중간 크기였다. 색상은 피부가 회색으로 머리 색깔은 옅은 황토색이.
- 스파이더 팩

거미로 변신해 실을 뿜음 진짜 벌레에 가까운 모습을 하고 있기 때문에, 스파이럴과 실리에서 "가장 먹고 싶지 않을 것"이라고 불릴 정도로 기분 나쁨 해져있다. 실의 접착력은 스키보 입이 벗겨 버릴만큼 강력한. 실리가 변신했다.
- 브레인 팩

먹으면 지혜를 얻을 수 있고 머리가 좋아진다. 먹은 팩은 지혜를 얻은 다른, 그 자리에 검은 머리와 뻐드렁니가 나 안경을 쓰고, 물방울 무늬 빨간 나비 넥타이를 하고 검은 구두를 신은 인텔리 과학자 바람의 외모가 있었다. 컴퍼런스가 발명 한 열매에서 "지혜가 필요할 때, 퍼즐의 상자를 열어 열매를 삼켜 라 '라는 메모를 남기고 있었다. 팩이 팩큐라 백작의 몸에서 먹은 것으로 뇌와 함께 머리가 점점 커지고 팩켄슈타인 박사를 분쇄하고 넘어 뜨렸다.
- 스페셜 팩

먹으면 팩의 몸이 빛 유령들을 순식간에 눈으로 바꿨다. 스페셜 열매 메리 열매 데이 밖에 나오지 않는 특별한 파워열매에서 생명의 나무 꼭대기에 나타난다. 열매의 크기는 팩의 신장과 같다.
- 디지털 팩

Wi-Fi 열매 컴퍼런스가 작은 열매의 분자 구조를 바꾸어 개발했다. 먹고 컴퓨터 네트워크에 침투 할 수 있다. 먹은 팩 몸은 네모지고 디지털화 픽셀된다. 팩이 바이러스에 감염되는 것을 피하기 위해 먹기 전에 면역 약을 붙여달라고했다.
- 코라보열매

컴퍼런스가 팩에 쓰기 열매를 선택하고있는 동안 그라인더를 재촉 실수로 버튼을 누른 것으로 섞인 컴퓨터 열매. 아이스 팩, 메탈 팩 스핀 팩으로 변신했다. 이름은 컴퍼런스는 요령 위해 적당하게 붙였다.
- 프랑켄슈타인 팩

먹으면 외모가 프랑켄슈타인이 양손에서 전류를 흘려 상대를 저려하게한다. 가장했다 할로윈 의상 모델이지만 은색 색상에 보라색이 포함되어있다. 팩의 몸을 악당 팩켄슈타인 박사가 사용했다.
- 스파이럴

성우 - 사무엘 빈센트/카츠 안리/고구인
팩맨의 절친. 그는 귀신 갱단과 잘 어울리는 것 같다. 그는 항상 그를 괴롭히는 것을 좋아하는 깡패스키보 로부터 팩맨을 보호한다.
- 실리

성우 - 앤드리아 리브먼/이나가와 에리/박고운
팩맨의 팀원과 스키보의 연인이었다. 그러나 스키보와 실리는 알려지지 않은 이유로 헤어졌다 그녀는 안경을 썼다. 그녀는 또한 핑키의 라이벌이다.
- 스키보

성우 - 매트 힐/키무라 스바루/신경선
본작 최고의 민폐 개그 캐릭터. 그는 팩맨을 괴롭 히고 위협한다. 그는 팩맨과 사랑에 빠졌다고 생각할 수도 있습니다, 한 에피소드에서 암시되었다.
- 퍼즈비츠

성우 - 리 토카/카라스마 유이치/윤아영
몸이 작은 괴물로 좋은 마음의 소유자.
- 비트레이어스 경

성우 - 사무엘 빈센트/모가미 츠구오/안효민
팩맨과 무시무시한 모험의 메인 악당, 유령들이 사는 지하세계의 지배자이자 폭군. 그의 목표는 팩맨을 물리 치고 팩 월드를 장악하고 생명의 나무를 파괴하는 것이다.
- 스페로스 대통령

성우 - 브라이언 드러먼드/타쿠보 슈헤이/이재범
팩 월드의 대통령이자 비트레이어스 경의 "친 형" 팩맨이 존재하는 걸 알고 팩맨의 활동에 지원을 강조해준다.
- 블링키

성우 - 이언 제임스 콜릿/신경선/후세가와 카즈히로
4인방의 리더.
- 잉키

성우 - 리 토카/김혜성/토도 마이
부끄러움 타는 원작과는 달리 영악하고 쿨한 척하는 성격으로 나온다.
- 핑키

성우 - 애슐리 볼/문유정/야스노 키요노
갱단 중에서 가장 예쁜 분홍색 유령. 그녀는 팩맨이 그녀와 사랑에 빠졌다고 생각한다. 그녀는 실리의 라이벌이다.
- 클라이드

성우 - 브라이언 드러먼드/이현/사카모토 쿤페이
4인방 중 최연소. 덩치 크고 성품 착한 유령.
- 그라인더

성우: 오쿠마 켄타
컴퍼런스가 발명 한 로봇 조수. 자신도 헤서곡가리 입이 나쁜하지만 때로는 팩들을 지원 해주는 믿음직한 존재. 로켓 연료를 마시면 큰 불길을 토하는 공룡에 대항 할 수 있는 정도의 파워를 낼 수있다. 가슴 속에 있는 마음은 방패로 보호되어 있기 때문에, 비트레가 발명 한 거대 로봇 기가그라인더 DX가 발하는 전자기 펄스의 영향을받지 않았다. 예비 파워 열매를 가지고있다.

## 에피소드 목록
- 시즌 1
  - 1. 유령들이왔다!
  - 2. 생명의 나무를 되 찾아라!
  - 3. 엉덩이 박사의 복제 대작전
  - 4. 애완 동물 금지. 특히 괴물!
  - 5. 뷔페 만세!
  - 6. 들린 대통령
  - 7. 여드름을 날려 라!
  - 8. 퓨처 팩맨
  - 9. 파워 업! 스키보
  - 10. 누군가 나를 멈추어 줘!
  - 11. 이 몸은 누구의 것?
  - 12. 팩의 공보다 년노공
  - 13. 저희 뜨거운 것은 좋아?!
  - 14. 팩퐁에서 큰 열풍
  - 15. 임시 면허로 GO!
  - 16. 불운의 소매치기와 마녀의 결혼식
  - 17. 인디애나 팩과 슬라임의 마궁
  - 18. 고스트로이드의 대 접근!
  - 19. 사랑의 팩맨
  - 20. 팩 란티스 - 잃어버린 열매
  - 21. 팩카자우루스의 습격
  - 22. 할로윈 좌충우돌 대소동!
  - 23. 와카와카마신 맹 레이스
  - 24. 고깔 외계인 침공
  - 25. 최강 스파이의 끈적 끈적한 대작전
  - 26. 팩 월드 대 핀치!

- 시즌 2
  - 1. 절규 머신! 팩토파스
  - 2. 소원을 조심해
  - 3. 표적이 된 원시인
  - 4. 이차원 워프의 대 경쟁
  - 5. 천재! 팩 교수
  - 6. 너야말로 스타 다!
  - 7. 우라 시마 팩과 좀비의 도시
  - 8. 누구나 쉽게 유령 퇴치?!
  - 9. 타올 라라 팩 푸
  - 10. 명탐정 vs 늑대 발
  - 11. 카치 코치 갑옷의 기사단
  - 12. 유령 해적선
  - 13. 멋진 메리 열매 데이

- 시즌 3
  - 1. 더블 선거로 대망!
  - 2. 그림자의 지배자
  - 3. 이상한 전학생
  - 4. 그라인더의 사랑
  - 5. 공포의 거인 전설
  - 6. 부활절 달걀은 복수의 맛?
  - 7. 팩과 이상한 마법의 나라
  - 8. 인디애나 팩과 마성의 틀니
  - 9. 디지털 팩
  - 10. 팩맨의 무서운 할로윈 1
  - 11. 팩맨의 무서운 할로윈 2
  - 12. 산타팩맨의 행복한 열매 데이
  - 13. 사랑하는 팩